# Бісмутотанталіт
Бісмутотанталі́т (рос. бисмутотанталит; англ. bismuto-tantalite; нім. Bismutotantalit m) — мінерал, танталат бісмуту координаційної будови.

## Загальний опис
Склад: BiTaO4.
Домішки: Nb — до 15 %.
Містить (%): Bi2О3 — 51,33; Ta2O5 — 48,67. За інш. даними тантал може заміщатися ніобієм.
Сингонія ромбічна.
Густина 8,7—8,9.
Твердість 5—5,5.
Стовпчасті кристали.
Спайність досконала.
Риса жовто-бура, жовта.
Колір смолянисто-чорний, бурий, у шліфах безбарвний.
Рідкісний.
Зустрічається в пегматитах разом з турмаліном, каситеритом, мусковітом на родовищі Тамба-Гілл (Уганда).